# Belgio ai V Giochi olimpici invernali
Il Belgio partecipò ai V Giochi olimpici invernali, svoltisi a Sankt Moritz, Svizzera, dal 30 gennaio all'8 febbraio 1948, con una delegazione di 11 atleti impegnati in quattro discipline.

## Medagliere

### Per discipline
| Sport                 | Oro | Argento | Bronzo | Totale |
| --------------------- | --- | ------- | ------ | ------ |
| Pattinaggio di figura | 1   | 0       | 0      | 1      |
| Bob                   | 0   | 1       | 0      | 1      |
| Totale                | 1   | 1       | 0      | 2      |

### Medaglie
| Medaglia | Atleta                                                        | Sport                 | Evento                         |
| -------- | ------------------------------------------------------------- | --------------------- | ------------------------------ |
| Oro      | Micheline Lannoy Pierre Baugniet                              | Pattinaggio di figura | Pattinaggio di figura a coppie |
| Argento  | Max Houben Freddy Mansveld Louis-Georges Niels Jacques Mouvet | Bob                   | Bob a quattro maschile         |